# Lara Peyrot
Lara Peyrot (Pinerolo, 2 maggio 1975) è un'ex fondista italiana.

## Biografia
Originaria di Prali, in Coppa del Mondo ottenne il primo risultato di rilievo l'11 dicembre 1993 a Santa Caterina Valfurva (56ª) e l'unico podio il 16 marzo 1997 a Oslo (3ª). Non partecipò né a rassegne olimpiche né iridate.
Dal 2002 iniziò ad alternare la sua presenza nella Coppa del Mondo con le gare disputate nella Marathon Cup, manifestazione svolta sempre sotto l'egida della FIS, che ricomprende gare su lunghissime distanze. In quest'ultima specialità ha colto i suoi più importanti successi, vincendo dieci gare e aggiudicandosi il trofeo nell'edizione 2003.

## Palmarès

### Mondiali juniores
- 1 medaglia:
  - 1 bronzo (staffetta a Breitenwang 1993)[1]

### Coppa del Mondo
- Miglior piazzamento in classifica generale: 74ª nel 2004
- 1 podio (a squadre[2]):
  - 1 terzo posto

### Marathon Cup
- Vincitrice della Marathon Cup nel 2003
- 23 podi:
  - 10 vittorie
  - 6 secondi posti
  - 7 terzi posti

#### Marathon Cup - vittorie
| Data             | Gara                  | Luogo         | Paese       | Distanza    |
| ---------------- | --------------------- | ------------- | ----------- | ----------- |
| 12 gennaio 2003  | Jizerská padesátka    | Monti Iser    | Rep. Ceca   | 50 km TC MS |
| 26 gennaio 2003  | Marcialonga           | Val di Fiemme | Italia      | 70 km TC MS |
| 2 febbraio 2003  | König-Ludwig-Lauf     | Oberammergau  | Germania    | 55 km TC MS |
| 16 febbraio 2003 | Canadian Ski Marathon | Gatineau      | Canada      | 50 km TL MS |
| 22 febbraio 2003 | American Birkebeiner  | Hayward       | Stati Uniti | 52 km TL MS |
| 14 dicembre 2003 | La Sgambeda           | Livigno       | Italia      | 42 km TL    |
| 21 febbraio 2004 | American Birkebeiner  | Hayward       | Stati Uniti | 52 km TL MS |
| 12 dicembre 2004 | La Sgambeda           | Livigno       | Italia      | 42 km TL    |
| 26 febbraio 2005 | American Birkebeiner  | Hayward       | Stati Uniti | 52 km TL MS |
| 17 dicembre 2006 | La Sgambeda           | Livigno       | Italia      | 42 km TL MS |

Legenda:

MS = partenza in linea

TC = tecnica classica

TL = tecnica libera

### Campionati italiani
- 4 medaglie:
  - 2 argenti (30 km nel 2005[1]; 10 km nel 2006[senza fonte])
  - 2 bronzi (30 km nel 1997[1]; 30 km nel 2006[senza fonte])

### Campionati italiani juniores
- 12 ori[1]